# 共進牧場
株式会社共進牧場（きょうしんぼくじょう）は、兵庫県神戸市中央区に本社を置く日本の乳製品メーカー。製品には共進牛乳のブランドを使用している。兵庫県内の牛乳製造メーカーとしては最大手。兵庫県の一部小・中学校では給食の牛乳としても製造している
社名が類似する企業として大阪府に本社がある牛乳石鹸共進社があり、両社とも関西地区では相応の知名度を持つが、全くの無関係である。なお、共進牛乳の大阪営業所は牛乳石鹸の本社所在地である大阪市城東区にあるが、単なる偶然である。

## 歴史
1890年（明治25年）、神戸市生田区（現在の中央区）にて牛乳処理業販売店を創業したのが起源。1947年（昭和22年）、兵庫県小野市に乳牛の飼育飼料作物の栽培を目的に共進牧場を開設する。
1950年（昭和25年）、株式会社共進舎牧農園として改組設立。1990年（平成2年）3月に、製造部門を共進牧場として分離独立させて当社が発足した（販売部門は共進舎牧農園に残る）。
学校給食向け牛乳を製造しているが、瓶入りの製造は2011年に終了している。

## 事業所
本社
兵庫県神戸市中央区橘通1-2-12
浄谷工場・レストラン ミルカーズ
兵庫県小野市浄谷町1544
大阪営業所
大阪府大阪市城東区関目3-12-18
阪神営業所
兵庫県伊丹市昆陽7-92-3
加古川営業所
兵庫県加古川市平岡町高畑222-4
姫路営業所
兵庫県姫路市兼田857-1
小野営業所
兵庫県小野市浄谷町1545-432

## 主な製品

### 牛乳・乳飲料
- ひょうごの低温殺菌牛乳
- ひょうごの郷牛乳
- 六甲山麓牛乳
- 共進3.5牛乳
- 共進牧場牛乳
- ジャージーミルク
- 特濃乳4.2
- 低脂肪乳
- たっぷり鉄分とカルシウムのミルク
- 共進牧場コーヒー
- 共進牧場カフェ・オ・レ

### 果汁飲料
- 和歌山温州みかん（ストレート）
- 青森県産りんご（ストレート）
- 青森県産ぶどう（ストレート）
- 和歌山県産温州みかん100
- 青森県産りんご100

### 乳製品・その他
- ジャーマンヨーグルト
- ジャージーヨーグルト
- 無脂肪ヨーグルト
- 神戸六甲山麓牛乳使用プレーンヨーグルト
- 生クリーム
- 牧場アイスクリーム 神戸六甲
- 共進マーガリン

## CM
共進舎牧農園として製販一体だった時代には、地元のサンテレビジョンなどで、「共進牛乳のうた」を流したテレビCMをオンエアしていた（会社ウェブサイトにて視聴可能）。